# Cangur rata nan de Nullarbor
El cangur rata nan de Nullarbor (Bettongia pusilla) era una espècie de Bettongia endèmica de la Plana de Nullarbor a Austràlia Occidental. Només se'n coneix l'existència a partir de registres fòssils.

## Taxonomia
El cangur rata nan de Nullarbor era una espècie de Bettongia, un gènere que inclou espècies encara vives com el cangur rata septentrional, pertanyent a la subfamília Potoroinae. La descripció va ser publicada per primera vegada el 1997 per R. A. McNamara utilitzant exemplars recollits a les coves de Koonalda i Weekesla de la plana de Nullarbor. L'holotip forma part de la mandíbula dreta d'un individu jove, al qual li falten algunes dents, obtingut al jaciment de Koonalda. L'autor va reconèixer una descripció anterior, identificada erròniament com a Caloprymnus campestris per Ernest Lundelius i William D. Turnbull el 1984,  i la referència informal a una espècie de potoroid. L'article de McNamara sobre la nova espècie detalla que el seu diagnòstic va sorgir de manera independent, però dona crèdit pel descobriment a la identificació del tàxon per part d'antics estudiosos com a «potoròid sense nom de Thomson» o «potoròid sense nom» (Baynes 1987).
L'epítet pusilla deriva del llatí, una referència a la petita mida de l'animal.

## Descripció
Betongia pusilla mostra una dentició i estructura de la mandíbula que la distingeix dels seus congèneres. La mandíbula és més lleugera que en les espècies vivents i les dents són més petites. Els molars de Bettongia pusilla tenen costats rectes amb una capçada elevada, que contrasta amb la forma bulbosa d'altres espècies de Bettongia.

## Distribució i hàbitat
Només es coneix per una sèrie de restes esquelètiques trobades a les coves de la plana de Nullarbor, una regió desèrtica àrida del sud d'Austràlia. Se suposa que l'espècie s'ha extingit als estats d'Austràlia Occidental i Meridional durant el període de colonització.